# Отдел эстампов и фотографий РНБ
Отдел эстампов и фотографий (до 2023 года — Отдел эстампов, ранее — Отделение эстампов, до этого — Отделение изящных искусств и технологий) — структурное подразделение Российской национальной библиотеки в Санкт-Петербурге.

## История и описание
Отдел эстампов и фотографий специализируется на комплектовании коллекции отечественной и зарубежной печатной графикой XV-ХХI вв: плакатом, печатным лубком, изданиями в формате книги художника, фотографиями и изоизданиями (альбомы по искусству, открытки и репродукции).
На сегодняшний день, являясь старейшим фондохранилищем авторской печатной графики в России, Отдел эстампов РНБ насчитывает более 1 170 085 единиц хранения (на 01.01.2022) — одно из самых крупных собраний печатной графики в России.
В самом начале XIX века, по описи фонда Императорской Публичной библиотеки проведённой в 1809 году по указанию А. Н. Оленина, собрание эстампов насчитывало 24 754 единицы хранения.
К моменту основания в 1795 году Императорской Публичной библиотеки в её хранилищах уже были как отдельные гравюры, так и гравюрные увражи, значительная часть которых поступила из Библиотеки Залуских.
Но самостоятельным подразделением Российской национальной библиотеки Отдел эстампов стал только в 1950 году (размещался тогда на первом этаже здания на Садовой улице); до этого, с 1934 года, он являлся составной частью Отдела фондов и обслуживания библиотеки.
С середины XX в. до 2006 г. здесь располагался научный зал литературы и искусства. После реставрации с воссозданием исторических интерьеров в Ларинский зал перемещены коллекции Отдела эстампов. Доступ к ним открыт 14 января 2013 года, в очередную годовщину со дня открытия Библиотеки.
В своём читальном зале (Ларинский зал) на втором этаже Главного корпуса библиотеки отдел регулярно проводит тематические выставки гравюр и литографий, плакатов и книжных изданий из фондов, научную и издательскую работу.